# Linia Saikyō
Linia Saikyō (jap. 埼京線 Saikyō-sen) – linia kolejowa łącząca stację Ōsaki w dzielnicy Shinagawa ze stacją Ōmiya w prefekturze Saitama. Jest częścią sieci kolejowej Japońskiej Kolei Wschodniej (JR East). Nazwa linii jest utworzona z dwóch znaków wziętych z nazw: 埼玉 (jap. Saitama) i 東京 (jap. Tōkyō).
Niektóre pociągi jadące na północ w kierunku stacji Ōmiya dojeżdżają do stacji Kawagoe należącej już do linii Kawagoe. Z kolei w kierunku południowym duża część pociągów dojeżdża do stacji Shin-Kiba będącej już częścią linii Rinkai (należącej do Tokyo Waterfront Area Rapid Transit)

## Podstawowe informacje
- Operator: Japońska Kolej Wschodnia (JR East)
  - Ōsaki – Ikebukuro – Akabane – Musashi-Urawa – Ōmiya – 36,9 km
    - Ōsaki – Ikebukuro – 13,4 km (Linia Yamanote – odcinek linii towarowej)
    - Ikebukuro – Akabane – 5,5 km (Linia Akabane)
    - Akabane – Musashi-Urawa – Ōmiya – 18,0 km (Główna linia Tōhoku)
- Prędkość maksymalna:
  - Akabane – Ōmiya – 100 km/h
  - Itabashi – Akabane – 90 km/h
  - Pozostała część linii – 95 km/h

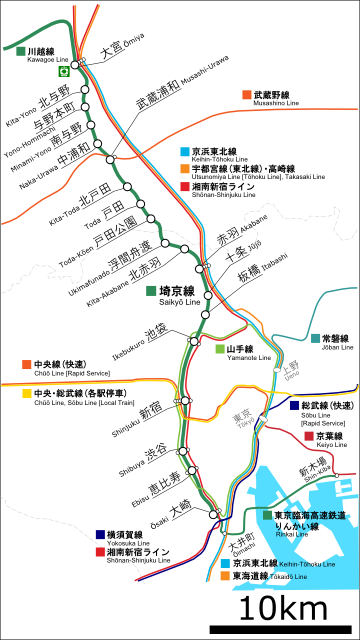
Przebieg linii Saikyo

Linią Saikyō poruszają się trzy rodzaje pociągów: zwykłe, zatrzymują się na każdej stacji (jap. 普通 futsū), przyśpieszone (rapid) (jap. 快速 kaisoku) oraz podmiejskie ekspresy (jap. 通勤快速 tsūkin-kaisoku).
Pomiędzy stacją Akabane a Ōmiya pociągi przyśpieszone zatrzymują się tylko na stacjach: Toda-Kōen, Musashi-Urawa i Yonohommachi, podczas gdy podmiejskie ekspresy, które kursują w godzinach szczytu, zatrzymują się tylko na stacji Musashi-Urawa. Na południe od stacji Akabane, jak i na liniach Kawagoe oraz Rinkai, wszystkie pociągi zatrzymują się na każdej stacji.

## Stacje
| Nr | Stacja                 | Dystans (km) |
| -- | ---------------------- | ------------ |
| 01 | Ōsaki 大崎             | 0,0          |
| 02 | Ebisu 恵比寿           | 3,6          |
| 03 | Shibuya 渋谷           | 5,2          |
| 04 | Shinjuku 新宿          | 8,6          |
| 05 | Ikebukuro 池袋         | 13,4         |
| 06 | Itabashi 板橋          | 15,2         |
| 07 | Jūjō 十条              | 16,9         |
| 08 | Akabane 赤羽           | 18,9         |
| 09 | Kita-Akabane 北赤羽    | 20,4         |
| 10 | Ukima-Funado 浮間舟渡  | 22,0         |
| 11 | Toda-Kōen 戸田公園     | 24,4         |
| 12 | Toda 戸田              | 25,7         |
| 13 | Kita-Toda 北戸田       | 27,1         |
| 14 | Musashi-Urawa 武蔵浦和 | 29,5         |
| 15 | Naka-Urawa 中浦和      | 30,7         |
| 16 | Minami-Yono 南与野     | 32,4         |
| 17 | Yonohommachi 与野本町  | 34,0         |
| 18 | Kita-Yono 北与野       | 35,1         |
| 19 | Ōmiya 大宮             | 36,9         |

## Tabor
Linia jest obsługiwana przez 10-wagonowe składy serii 205. Przedłużenie do Kawagoe jest obsługiwane również przez 10-wagonowe jednostki serii TWR 70-000 należące do Tokyo Waterfront Area Rapid Transit.